# Al-Kurdi
Al-Kurdi (arab. الكردى) – miasto w Egipcie, w muhafazie Ad-Dakahlijja. W 2006 roku liczyło 40 473 mieszkańców.